# محمد أنيس
محمد أنيس يعتبر المؤرخ المصري الكبير الدكتور محمد أنيس (1921- 1986) واحد من أهم  رواد دراسات التاريخ الاجتماعي في مصر.

## حياتة
ولد في 21 أغسطس 1921 ؛ وتدرج في مراحل التعليم المختلفة حتي حصل علي ليسانس الآداب من جامعة القاهرة عام 1942م؛ وبعدها توجه إلي لندن لدراسة الدكتوراة حتي حصل عليها عام 1950 من جامعة برمنهجام؛   وكان موضوع رسالة الدكتوراة ” الاهتمام البريطاني بمصر في القرن الثامن عشر ” .وقد تاثر في شبابة بالتيار اليساري في حزب الوفد. وشارك عام 1935م في المظاهرات المناصرة للحزب. ثم عمل بعدها أستاذا للتاريخ الحديث بجامعة القاهرة؛ وأسس مدرسة كبيرة في دراسات التاريخ الاجتماعي لمصر؛ حيث كانت معظم الدراسات  السابقة في التاريخ تركز علي التاريخ السياسي للحكام بالأكثر؛ ولقد خرجت علي يديه عشرات الرسائل؛ منها رسالة الدكتور عبد العظيم رمضان “تطور الحركة الوطنية في مصر من 1918 – 1936 ” ورسالة الدكتور علي بركات “تطور الملكية الزراعية في مصر واثرها علي الحركة السياسية 1846- 1914 . كما ساهم بجهد كبير في إصدار قوانين تحافظ علي الوثائق؛ بالإضافة إلي تأسيسه مركز وثائق تاريخ مصر المعاصر بهدف تجميع وثائق التاريخ من داخل المركز وخارجه؛ وتولي الإشراف عليه خلال الفترة من (1967- 1975). وذلك بالهيئة المصرية العامة للكتاب؛   كما أسس قسم الأبحاث بجريدة الجمهورية؛ وترأس مركز دراسة التاريخ بجريدة الأهرام؛ وعمل فترة نائبا  لرئيس تحرير مجلة الكاتب؛ وكان  أيضا عضوا في الجنة التي شاركت في صياغة الميثاق الوطني ولقد أستمر في الكتابة والتأليف وإلقاء المحاضرات حتي توفي في 28  أغسطس 1986 عن عمر يناهز 65 عام.

## مؤلفاتة
لقد أثري الدكتور محمد أنيس المكتبة التاريخية بالعديد والعديد من الكتب والمؤلفات القيمة؛ نذكر منها:-1-حريق القاهرة.2- 4 فبراير في تاريخ مصر السياسي.3-المراسلات السرية بين سعد زغلول وعبد الرحمن فهمي.4-الدولة العثمانية والشرق العربي (1415- 1914).5- دراسات في وثائق ثورة 1919 .6-صفحات مطوية من تاريخ الزعيم مصطفي كامل.7-إنجلترا وطريق السويس في القرن الثامن عشر.8- مدرسة التاريخ المصري في العصر العثماني؛ سلسلة محاضرات ألقاها الدكتور محمد أنيس.وحول الاثر الذي تركه محمد أنيس في دراسة التاريخ المصري؛ يذكر المؤرخ الأسترالي أنتوني جورمان في كتابه “المؤرخون والدولة والسياسة في مصر في القرن العشرين حول تشكيل هوية الأمة ” أنه تميز بأسلوبه السلس في مناقشة ما يعرض عليه من قضايا؛ وفي الحقيقة كان أنيس أكثر من مؤرخ؛ فلقد كان منخرطا في السياسة المصرية؛ فلقد كان عضوا بازا في الاتحاد الاشتراكي .العربي؛ وعمل فترة في تنظيم الطليعة.